# Terry megye
Terry megye az Amerikai Egyesült Államokban, azon belül Texas államban található. Megyeszékhelye és legnagyobb városa Brownfield. Lakosainak száma 11 831 fő (2020. április 1.). Terry megye Hockley, Lynn, Dawson, Gaines, Yoakum, Cochran és Lubbock megyékkel határos.

## Népesség
A megye népességének változása:
| Lakosok száma | 12 663 | 12 648 | 12 614 | 12 743 | 12 739 | 11 831 |
|               | 2010   | 2011   | 2012   | 2013   | 2015   | 2020   |